# Stalden (Valais)
Stalden (gsw. Schtaalu) – miejscowość i gmina (Politische Gemeinde) w południowej Szwajcarii, w kantonie Valais, w okręgu (Bezirk) Visp. Leży nad rzeką Vispa. Zwana wioską mostów, z uwagi na występowanie licznych mostów.

## Demografia
W Stalden mieszka 1091 osób. W 2021 roku 11,3% populacji gminy stanowiły osoby urodzone poza Szwajcarią. 

## Transport
Przez teren gminy przebiegają drogi główne nr 212 i nr 213. 